# Natalja Utewlewna Arinbassarowa

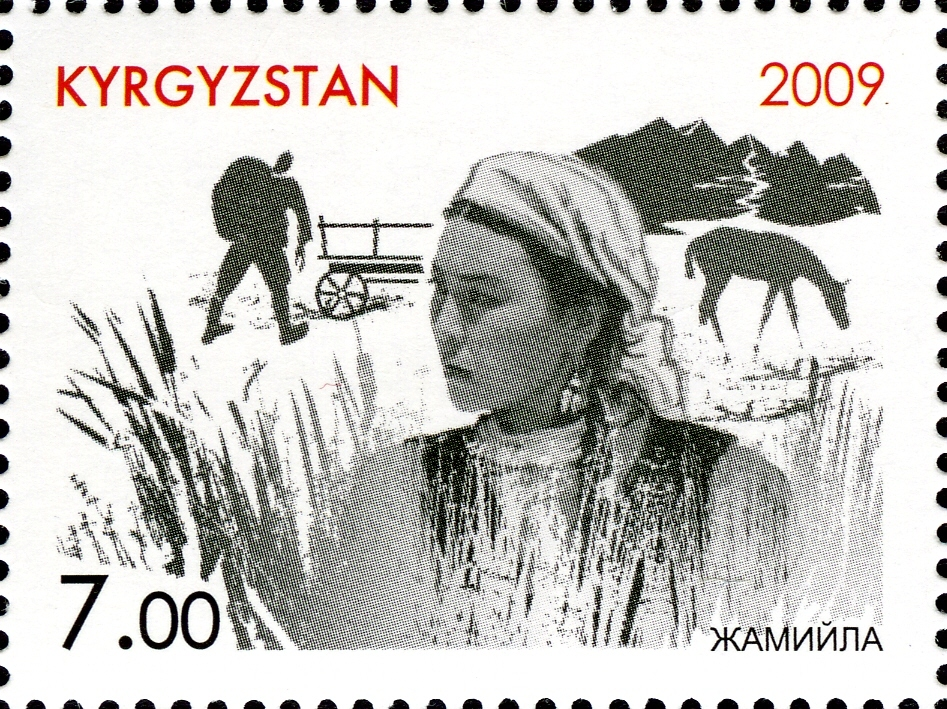
Briefmarken sowjetischer und russischer Schauspielerinnen

Natalja Utewlewna Arinbassarowa (russisch Наталья Утевлевна Аринбасарова; * 24. September 1946 in Moskau) ist eine sowjetisch-russische Schauspielerin und ehemalige Ballerina.

## Leben
Arinbassarowa ist Tochter eines kasachischen Vaters und einer polnischen Mutter. Sie besuchte die Ballettschule des Bolschoi-Theaters in Moskau, die sie 1964 beendete. Anschließend wurde sie Ensemblemitglied des Balletts der Oper von Alma-Ata. Arinbassarowa gab 1966 ihr Filmdebüt als Bauernmädchen Altynai in Andrei Michalkow-Kontschalowskis Debütfilm Der erste Lehrer. Für ihre Darstellung wurde sie 1966 auf den Filmfestspielen von Venedig mit dem Coppa Volpi als Beste Darstellerin ausgezeichnet. Arinbassarowa und Michalkow-Kontschalowski heirateten 1966. Der Ehe, die 1969 geschieden wurde, entstammt ein Sohn, Jegor Michalkow-Kontschalowski (* 1966), der später als Regisseur erfolgreich wurde.
Obwohl Arinbassarowa bereits als Schauspielerin Erfolge hatte, ließ sie sich bis 1971 unter anderem bei Sergei Gerassimow an der Schauspielfakultät des WGIK ausbilden. Unter Gerassimows Regie stand Arinbassarowa 1970 zudem im Spielfilm Am See vor der Kamera, in dem sie eine Tänzerin spielte. Von 1970 bis 1980 war Arinbassarowa mit dem Maler Nikolai Dwigubski verheiratet, deren Tochter Jekaterina Dwigubskaja (* 1974) ist als Regisseurin und Schriftstellerin aktiv. In dritter Ehe heiratete Arinbassarowa 1982 den Filmemacher Eldor Urasbajew. Im Jahr 1999 erschienen ihre Memoiren unter dem Titel Лунные дороги (übersetzt Mondschein).

## Filmografie (Auswahl)
- 1965: Der erste Lehrer (Первый учитель)
- 1968: Brot aus Taschkent (Ташкент – город хлебный)
- 1969: Am See (У озера)
- 1969: Sehnsucht nach Djamila (Джамиля)
- 1970: Hinterm Haus der Feind (Песнь о Маншук)
- 1971: Nacht am 14. Breitengrad (Ночь на 14-й параллели)
- 1978: Transsibirien-Express (Транссибирский экспресс)
- 1979: In der Nacht der Mondfinsternis (В ночь лунного затмения)
- 1984: Die erste Reiterarmee (Первая конная)
- 1984: Das Mädchen Sjurik (Сладкий сок внутри травы)
- 1986: Das Schiff der Außerirdischen (Корабль пришельцев)
- 2010: Mika und Alfred (Правосудие волков)
- 2011: Возвращение в „А“
- 2012: Сердце моё – Астана
- 2013: Путь лидера
- 2019: Сильная слабая женщина (TV-Serie, 16 Folgen)

## Auszeichnungen (Auswahl)
- 1966: Coppa Volpi der Filmfestspiele von Venedig als Beste Darstellerin für Der erste Lehrer
- 1970: Darstellerpreis auf dem Allunionsfilmfestival in Minsk für Hinterm Haus der Feind
- 1979: Staatspreis der UdSSR für ihre Darstellung in Вкус хлеба (übersetzt: Der Geschmack des Brotes)
- 1979: Verdiente Künstlerin der RSFSR
- 1980: Lenin-Komsomol-Preis

## Werke
- Natalja Arinbassarowa, Jekaterina Dwigubskaja: Lunnyje dorogi. Algoritm, Moskau 1999, ISBN 5-88878-033-2. (russisch)